# Public School 9
La Public School 9  es una escuela histórica ubicada en Nueva York, Nueva York. La Public School 9 se encuentra inscrita  en el Registro Nacional de Lugares Históricos desde el 3 de agosto de 1987. C. B. J. Snyder fue el arquitecto de la Public School 9.

## Ubicación
La Public School 9 se encuentra dentro del condado de Nueva York en las coordenadas 40°47′11″N 73°58′46″O / 40.786389, -73.979444.